# عیسی‌قلی امیر نیرومند
دکتر عیسی‌قلی امیر نیرومند (زاده ۱۲۶۵ خورشیدی در نجف‌آباد) پزشک و نماینده نجف‌آباد در مجلس شورای ملی بود.
پدرش رجبعلی نام داشت. در اصفهان تحصیل کرد و در بیمارستان مرسلین (مبلغان مسیحی) انگلیسی در این شهر، طبابت عملی آموخت و پیش از آغاز جنگ جهانی اول برای تحصیل پزشکی به انگلستان رفت. پس از پایان تحصیلات و بازگشت به ایران به استخدام اداره صحیه درآمد و رئیس بیمارستان نجف‌آباد شد. در نجف‌آباد مدرسه ساخت و با گردآوری اعانه، بیمارستانی مجهز به راه انداخت. بدین ترتیب میان مردم محبوبیت یافت  و در سال ۱۳۱۴ به نمایندگی مردم این شهر به مجلس شورای ملی رفت (دوره دهم) و دو دوره بر کرسی نمایندگی نشست.
پس از پایان نمایندگی، دکتر امیر نیرومند مطبی در اصفهان دایر کرد و به طبابت پرداخت.  در سال ۱۳۳۲ بار دیگر به نمایندگی مجلس انتخاب شد (دوره هجدهم) و دو دوره نماینده بود تا اینکه سنش از هفتاد سال که حداکثر سن مجاز برای نمایندگی بود بالاتر رفت و دیگر نتوانست در انتخابات شرکت کند. 